# 咸興本宮
咸興本宮（朝鲜语：／）位於朝鮮咸鏡南道咸興市，目前被列入朝鲜民主主义人民共和国国宝。咸興本宮是李成桂在建立朝鮮王朝前居住的地方。原始結構在萬曆朝鮮之役時曾著火，並於17世紀後期進行了重建。儘管在朝鮮戰爭期間某些部分被摧毀，但大部分已經恢復。